# 巴拉巴克海峡
巴拉巴克海峡（Balabac Strait），是加里曼丹岛北部与巴拉巴克岛之间的海峡，分隔开了马来西亚沙巴州和菲律宾巴拉望省，连通了南中国海和苏禄海，是重要的战略要地。